# Rissoella
Rissoella, monotipski rod crvenih algi smješten u vlastitu porodicu Rissoellaceae, dio reda Gigartinales
Jedina je vrsta morska alga R. verruculosa otkrivena kod talijanske obale u Ligurskom moru.

## Sinonimi
- Erinacea verruculosa (Bertoloni) Dufour 1859
- Fucus verruculosus Bertoloni 1818
- Grateloupia verruculosa (Bertoloni) Greville 1830
- Halymenia verruculosa (Bertoloni) Duby 1830
- Sphaerococcus verruculosus (Bertoloni) C.Agardh 1822